# Oncophorus jenneri
Oncophorus jenneri là một loài rêu trong họ Dicranaceae. Loài này được Schimp. R.S. Williams mô tả khoa học đầu tiên năm 1913.